# Sonya Jeyaseelan
Sonya Jeyaseelan (New Westminster, 24 april 1976) is een voormalig tennisspeelster uit Canada. Zij is rechtshandig en speelt aan beide zijden tweehandig.
Zij speelde meermaals op grandslamtoernooien, zowel in het enkel- als in het (gemengd) dubbelspel, alsmede op de Olympische Spelen van 2000 in Sydney. In datzelfde jaar, 2000, bereikte zij haar hoogste positie op de WTA-ranglijsten: 48e in het enkelspel en 40e in het dubbelspel.
In de periode 1997–2003 maakte Jeyaseelan deel uit van het Canadese Fed Cup-team – zij behaalde daar een winst/verlies-balans van 29–7.

## Posities op deWTA-ranglijst
Positie per einde seizoen:
| jaar | ranking enkelspel | ranking dubbelspel |
| ---- | ----------------- | ------------------ |
| 1992 | 787               | –                  |
| 1993 | 223               | 488                |
| 1994 | 164               | 648                |
| 1995 | 181               | 220                |
| 1996 | 167               | 62                 |
| 1997 | 96                | 96                 |
| 1998 | 110               | 96                 |
| 1999 | 149               | 60                 |
| 2000 | 49                | 49                 |
| 2001 | 333               | 88                 |
| 2002 | 512               | 205                |
| 2003 | 314               | 98                 |

## Palmares
| Legenda                |
| ---------------------- |
| Grandslamtoernooi      |
| Olympische Spelen      |
| Year-End Championships |
| Tier I                 |
| Tier II                |
| Tier III               |
| Tier IV & V            |

### WTA-finaleplaatsen enkelspel
| nr.              | finale     | toernooi   | ondergrond | tegenstandster | score    |         |
| ---------------- | ---------- | ---------- | ---------- | -------------- | -------- | ------- |
| gewonnen finales |            |            |            |                |          |         |
| geen             |            |            |            |                |          |         |
| verloren finales |            |            |            |                |          |         |
| 1.               | 1998-02-22 | WTA Bogota | gravel     | Paola Suárez   | 3-6, 4-6 | details |

### WTA-finaleplaatsen vrouwendubbelspel
| nr.              | finale     | toernooi        | ondergrond | partner         | tegenstandsters                 | score         |         |
| ---------------- | ---------- | --------------- | ---------- | --------------- | ------------------------------- | ------------- | ------- |
| gewonnen finales |            |                 |            |                 |                                 |               |         |
| 1.               | 2000-05-27 | WTA Straatsburg | gravel     | Florencia Labat | Kim Grant María Vento           | 6-4, 6-3      | details |
| 2.               | 2003-05-24 | WTA Straatsburg | gravel     | Maja Matevžič   | Laura Granville Jelena Kostanić | 6-4, 6-4      | details |
| verloren finales |            |                 |            |                 |                                 |               |         |
| 1.               | 1999-07-18 | WTA Palermo     | gravel     | Åsa Carlsson    | Tina Križan Katarina Srebotnik  | 6-4, 3-6, 0-6 | details |

## Resultaten grandslamtoernooien
| Legenda | Legenda                          |
| ------- | -------------------------------- |
| g.t.    | geen toernooi gehouden           |
| l.c.    | lagere categorie                 |
| –       | niet deelgenomen                 |
| G       | uitgeschakeld in de groepsfase   |
| 1R      | uitgeschakeld in de eerste ronde |
| 2R      | uitgeschakeld in de tweede ronde |
| 3R      | uitgeschakeld in de derde ronde  |
| 4R      | uitgeschakeld in de vierde ronde |
| KF      | uitgeschakeld in de kwartfinale  |
| HF      | uitgeschakeld in de halve finale |
| F       | de finale verloren               |
| W       | het toernooi gewonnen            |
| w-v     | winst/verlies-balans             |

### Enkelspel
| Toernooi        | 1996 | 1997 | 1998 | 1999 | 2000 | 2001 | w-v |
| --------------- | ---- | ---- | ---- | ---- | ---- | ---- | --- |
| Australian Open | 1R   | –    | 2R   | 1R   | 3R   | 1R   | 3-5 |
| Roland Garros   | –    | 1R   | 2R   | 1R   | 2R   | 1R   | 2-5 |
| Wimbledon       | –    | –    | 1R   | 1R   | 3R   | 1R   | 2-4 |
| US Open         | –    | –    | –    | –    | 2R   | –    | 1-1 |

### Vrouwendubbelspel
| Toernooi        | 1996 | 1997 | 1998 | 1999 | 2000 | 2001 | 2002 | 2003 | 2004 | w-v |
| --------------- | ---- | ---- | ---- | ---- | ---- | ---- | ---- | ---- | ---- | --- |
| Australian Open | –    | 1R   | 1R   | 1R   | 3R   | 1R   | –    | –    | 2R   | 3-6 |
| Roland Garros   | 1R   | 1R   | 1R   | 1R   | 1R   | 2R   | –    | 2R   | 1R   | 2-8 |
| Wimbledon       | 1R   | 1R   | 2R   | 1R   | 1R   | 1R   | –    | 1R   | –    | 1-7 |
| US Open         | KF   | 2R   | 2R   | 1R   | 2R   | 3R   | 2R   | 1R   | –    | 9-8 |

### Gemengd dubbelspel
| Toernooi        | 1997 | 1998 | 1999 | 2000 | 2001 |    | 2003 | w-v |
| --------------- | ---- | ---- | ---- | ---- | ---- | -- | ---- | --- |
| Australian Open | –    | –    | –    | –    | –    | –  | 0-0  |     |
| Roland Garros   | 1R   | –    | 1R   | 1R   | –    | –  | 0-3  |     |
| Wimbledon       | 1R   | 3R   | 1R   | 2R   | 1R   | 2R | 4-6  |     |
| US Open         | –    | –    | –    | –    | –    | –  | 0-0  |     |